# Fernando Riscado Cordas jr.
Fernando Riscado Cordas jr. (Den Haag, 13 april 1975) is een bekende Nederlandse klassieke gitarist.
Hij genoot het basisonderwijs aan de Montessorischool Waalsdorp en ging daarna naar het Haags Montessori Lyceum te Den Haag. Op het Koninklijk Conservatorium studeerde Fernando cum laude af en behaalde met verschillende onderscheidingen zijn mastersdiploma in 2003.
Fernando's debuut-cd verscheen in 2007 en werd zeer goed ontvangen door de pers. Hij is regelmatig op Radio 4 te horen en treedt live op in diverse binnen- en buitenlandse concertzalen. In maart 2014 verscheen Cordas' CD-project 'The Poetic Guitar'; een dubbel-CD gehuld in een 300 pagina's tellend boek. In The Poetic Guitar vertelt Cordas over het maken van transcripties voor gitaar en presenteert het verzamelde werk van de Nederlandse, 19e-eeuwse componist Karel Arnoldus Craeijvanger (1817-1868). Aan de basis van The Poetic Guitar lag een studie van enkele jaren, naar de wijze waarop Caspar Joseph Mertz (1806-1856) een selectie Schubertliederen bewerkte voor gitaarsolo. Gesterkt door de opgedane kennis bewerkte Cordas de gehele liederencyclus Dichterliebe, Op. 48, van Robert Schumann, voor gitaarsolo.
Sinds September 2014 is Fernando Riscado Cordas als docent verbonden aan het Koninklijk Conservatorium te Den Haag.